# Jarosław Ołesnycki
Jarosław Iwanowycz Ołesnycki, ukr. Ярослав Іванович Олесницький, pol. Jarosław Oleśnicki (ur. 1874 w Przewłoce lub w 1875 w Haliczu, zm. 15 lipca 1933 w Złoczowie) – ukraiński działacz polityczny, adwokat, działacz Ukraińskiego Zjednoczenia Narodowo-Demokratycznego (UNDO), poseł na Sejm RP III kadencji. Jego stryjem był Jewhen Ołesnycki.

## Życiorys
Syn duchownego greckokatolickiego ks. Iwana Ołesnyckiego (herbu Dębno). Ukończył prawo na Uniwersytecie Lwowskim, uzyskując stopień naukowy doktora praw.
Podczas wojny polsko-ukraińskiej był oficerem Ukraińskiej Armii Halickiej, członkiem delegacji do rokowań ukraińsko-polskich. W latach 1919–1920 — radca misji dyplomatycznej Ukraińskiej Republiki Ludowej w Londynie.
W II Rzeczypospolitej prowadził kancelarię adwokacką we Lwowie, a od września 1924 w Złoczowie. Członek Komitetu Centralnego UNDO, członek rady nadzorczej „Narodnej Torhowli”, członek zarządu Krajowego Związku Kredytowego „Centrobank”. Długoletni członek Izby Adwokackiej we Lwowie. Był członkiem Ukraińskiej Reprezentacji Parlamentarnej. Organizator ukraińskich teatrów ludowych i spółdzielni. W wyborach do Sejmu i Senatu w 1930 (tzw. „wyborach brzeskich”) został wybrany na posła do Sejmu trzeciej kadencji z listy nr 11 (Ukraiński i Białoruski Blok Wyborczy) w okręgu wyborczym nr 55 (Złoczów). Zmarł w trakcie kadencji.